# 華美達
华美达（英語：Ramada）是温德姆酒店集团旗下的大型跨国连锁酒店。1953年，长期在芝加哥工作的餐馆老板马里恩·W·伊塞尔（Marion W. Isbell，1905-1988）与一群投资者一起创立了華美達。截至2018年12月31日，它在全球63个国家/地区经营811家酒店以及114,614间客房。